# Пентаплатинацерий
Пентаплатинацерий — бинарное неорганическое соединение
платины и церия
с формулой CePt5,
кристаллы.

## Получение
- Сплавление стехиометрических количеств чистых веществ:

{\displaystyle {\mathsf {5Pt+Ce\ {\xrightarrow {1800^{o}C}}\ CePt_{5}}}}

## Физические свойства
Пентаплатинацерий образует кристаллы
гексагональной сингонии,
пространственная группа P 6/mmm,
параметры ячейки a = 0,5369 нм, c = 0,4385 нм, Z = 1,
структура типа пентамедькальция CaCu5
.
Соединение образуется по перитектической реакции при температуре ≈1800°C 
или конгруэнтно плавится при температуре 1770°C .